# Jabal Qurayyah
Jabal Qurayyah är en kulle i Förenade Arabemiraten.   Den ligger i emiratet Sharjah, i den nordöstra delen av landet, 220 kilometer öster om huvudstaden Abu Dhabi. Toppen på Jabal Qurayyah är 233 meter över havet.
Terrängen runt Jabal Qurayyah är kuperad västerut, men österut är den platt. Havet är nära Jabal Qurayyah åt sydost. Närmaste större samhälle är Khawr Fakkān, 8,4 kilometer norr om Jabal Qurayyah.
Trakten runt Jabal Qurayyah är ofruktbar med lite eller ingen växtlighet.